# Hoàng Xuân Hiệp
Hoàng Xuân Hiệp (hay Hợp) (chữ Hán: 黃春洽; 1825-?) là một nhà khoa bảng Việt Nam. Ông đỗ Thám hoa khoa thi năm Tân Hợi (1851).

## Thân thế sự nghiệp
Hoàng Xuân Hợp sinh năm Tân Dậu 1825, người thôn Dũng Thọ, tổng Đông Thọ, huyện Thọ Xương, phủ Hoài Đức, tỉnh Hà Nội (nay thuộc quận Hoàn Kiếm, thủ đô Hà Nội); nguyên quán tại làng Châu Khê, huyện Đường An (nay thuộc xã Thúc Kháng, huyện Bình Giang), tỉnh Hải Dương.
Ông đỗ Cử nhân (Hương cống thời Nguyễn) năm Đinh Mùi 1847, niên hiệu Tự Đức thứ 1. Bốn năm sau, ông vào thi Hội khoa thi năm Tân Hợi (1851), được ban đỗ Đệ nhất giáp cập đệ Đệ tam danh, tức bậc Thám hoa, chỉ xếp sau Bảng nhãn Phạm Thanh. Sự nghiệp quan trường của ông làm quan đến chức Hiền viện tập Thị giảng Học sĩ.